# まいにちスペイン語
まいにちスペイン語（まいにちすぺいんご）は、NHKラジオ第2放送で放送されている、NHK語学番組のひとつ。
前身は『スペイン語講座』。
アンコールまいにちスペイン語は2014年度まで放送されていた。（2008年度-2009年度はアンコールスペイン語講座が放送されていた。）

## 放送時間
- 月-金
  - 7時15分-7時30分（本放送）
  - 14時45分-15時00分（同日放送分の再放送）
  - 11時45分-12時00分（前週放送分の再放送）

## 放送形式

### まいにちスペイン語
- 2008年度-2011年度、2012年度後半
  - 入門編（月-金）
- 2012年度前半、2013年度、2014年度後半 
  - 入門編（月-木）、応用編（金）
- 2014年度前半、2015年度-現在
  - 入門編・初級編（月-水）、中級編・応用編（木-金）

### アンコールまいにちスペイン語
- 2010年度-2014年度
  - 入門編（月-金）

## 放送内容・講師・パートナー
- 放送開始が3月・9月の最終週の場合でも、放送月を4月・10月からと表記しています。

### まいにちスペイン語
| 年度     | 時期 | 曜日  | レベル | 月       | 内容                                              | 講師                                 | パートナー                                                  | 新作・再放送                           |
| -------- | ---- | ----- | ------ | -------- | ------------------------------------------------- | ------------------------------------ | ----------------------------------------------------------- | -------------------------------------- |
| 2008年度 | 前半 | 月-金 | 入門編 | 4月-9月  | エリのドキドキ☆スペイン留学                       | 下田幸男（立教大学兼任講師）         | マルタ・マルティン・モリーナ                                | 新作                                   |
| 2008年度 | 後半 | 月-金 | 入門編 | 10月-3月 | ぼくのブエノスアイレスをさがして                  | 大岩功（早稲田大学兼任講師）         | ソサ・ビビアナ・マルビーナ                                  | 月-木は2007年4月-9月の再構成、金は新作 |
| 2009年度 | 前半 | 月-金 | 入門編 | 4月-9月  | スタート随時！「生きた会話」塾                    | 福嶌教隆（神戸市外国語大学教授）     | ベゴーニャ・ビジャマリン・フラガ アルベルト・フォンセカ酒井 | 新作                                   |
| 2009年度 | 後半 | 月-金 | 入門編 | 10月-3月 | エリのドキドキ☆スペイン留学                       | 下田幸男（立教大学兼任講師）         | マルタ・マルティン・モリーナ                                | 2008年4月-9月の再放送                  |
| 2010年度 | 前半 | 月-金 | 入門編 | 4月-9月  | ウチのささいな大事件                              | 廣康好美（上智大学講師）             | フアン・カルロス・モジャーノ                                | 新作                                   |
| 2010年度 | 後半 | 月-金 | 入門編 | 10月-3月 | スタート随時！「生きた会話」塾                    | 福嶌教隆（神戸市外国語大学教授）     | ベゴーニャ・ビジャマリン・フラガ アルベルト・フォンセカ酒井 | 2009年4月-9月の再放送                  |
| 2011年度 | 前半 | 月-金 | 入門編 | 4月-9月  | 奈美の¡Viva!スペイン生活                          | 小池和良（拓殖大学教授）             | カルラ・トレド・ベラルデ                                    | 新作                                   |
| 2011年度 | 後半 | 月-金 | 入門編 | 10月-3月 | ウチのささいな大事件                              | 廣康好美（上智大学講師）             | フアン・カルロス・モジャーノ                                | 2010年4月-9月の再放送                  |
| 2012年度 | 前半 | 月-木 | 入門編 | 4月-9月  | スペイン語へのチケット                            | 二宮哲（獨協大学准教授）             | ピラール・ラゴ                                              | 新作                                   |
| 2012年度 | 前半 | 金    | 応用編 | 4月-9月  | 日本のことをお話ししましょう                      | 木越勉（中京大学教授）               | アルベルト・フォンセカ酒井                                  | 新作                                   |
| 2012年度 | 後半 | 月-金 | 入門編 | 10月-3月 | 奈美の¡Viva!スペイン生活                          | 小池和良（拓殖大学教授）             | カルラ・トレド・ベラルデ                                    | 2011年4月-9月の再放送                  |
| 2013年度 | 前半 | 月-木 | 入門編 | 4月-9月  | Paso a paso めざせ96番地                          | 菅原昭江（慶應義塾大学助教）         | フアン・カルロス・モヤーノ                                  | 新作                                   |
| 2013年度 | 前半 | 金    | 応用編 | 4月-9月  | 旅して楽しむラテンアメリカ                        | 立岩礼子（京都外国語大学教授）       | ベルナルド・アスティゲタ                                    | 新作                                   |
| 2013年度 | 後半 | 月-木 | 入門編 | 10月-3月 | スペイン語へのチケット                            | 二宮哲（獨協大学准教授）             | ピラール・ラゴ                                              | 2012年4月-9月の再放送                  |
| 2013年度 | 後半 | 金    | 応用編 | 10月-3月 | 日本のことをお話ししましょう                      | 木越勉（中京大学教授）               | アルベルト・フォンセカ酒井                                  | 2012年4月-9月の再放送                  |
| 2014年度 | 前半 | 月-水 | 入門編 | 4月-9月  | みんなのスペイン語                                | 江澤照美（愛知県立大学教授）         | パブロ・アバサ                                              | 新作                                   |
| 2014年度 | 前半 | 木-金 | 応用編 | 4月-9月  | 心をつなぐ 大人のスペイン語                       | 髙木和子（慶應義塾大学講師）         | ヘスス・M．マルティネス・アストゥディリョ                   | 新作                                   |
| 2014年度 | 後半 | 月-木 | 入門編 | 10月-3月 | Paso a paso めざせ96番地                          | 菅原昭江（慶應義塾大学助教）         | フアン・カルロス・モヤーノ                                  | 2013年4月-9月の再放送                  |
| 2014年度 | 後半 | 金    | 応用編 | 10月-3月 | 日本のことをお話ししましょう                      | 木越勉（中京大学教授）               | アルベルト・フォンセカ酒井                                  | 2012年4月-9月の再放送                  |
| 2015年度 | 前半 | 月-水 | 入門編 | 4月-9月  | みんなのスペイン語                                | 江澤照美（愛知県立大学教授）         | パブロ・アバサ                                              | 2014年4月-9月の再放送                  |
| 2015年度 | 前半 | 木-金 | 応用編 | 4月-9月  | スペイン語で読むＪ文学                            | 福嶌教隆（神戸市外国語大学教授）     | エレナ・ガジェゴ                                            | 新作                                   |
| 2015年度 | 後半 | 月-水 | 入門編 | 10月-3月 | スペイン語のジムにようこそ！                      | 菅原昭江（慶應義塾大学助教）         | パロマ・トレナード・デアン フリオ・ビジョリア・アパリシオ   | 新作                                   |
| 2015年度 | 後半 | 木-金 | 応用編 | 10月-3月 | 心をつなぐ 大人のスペイン語                       | 髙木和子（慶應義塾大学講師）         | ヘスス・M．マルティネス・アストゥディリョ                   | 2014年4月-9月の再放送                  |
| 2016年度 | 前半 | 月-水 | 入門編 | 4月-9月  | 人生は旅！ Vivir es viajar                        | 高垣敏博（東京外国語大学名誉教授）   | パコ・パルティーダ ソニア・デル・カンポ                     | 新作                                   |
| 2016年度 | 前半 | 木-金 | 応用編 | 4月-9月  | スペイン語で読むＪ文学                            | 福嶌教隆（神戸市外国語大学教授）     | エレナ・ガジェゴ                                            | 2015年4月-9月の再放送                  |
| 2016年度 | 後半 | 月-水 | 入門編 | 10月-3月 | スペイン語のジムにようこそ！                      | 菅原昭江（慶應義塾大学助教）         | パロマ・トレナード・デアン フリオ・ビジョリア・アパリシオ   | 2015年10月-2016年3月の再放送           |
| 2016年度 | 後半 | 木-金 | 中級編 | 10月-3月 | Un paso más                                       | 菊田和佳子（神奈川大学准教授）       | アルトゥーロ・バロン                                        | 新作                                   |
| 2017年度 | 前半 | 月-水 | 入門編 | 4月-9月  | めざせ 活用マスター                               | 西村君代（上智大学教授）             | エデルミーラ・アマート                                      | 新作                                   |
| 2017年度 | 前半 | 木-金 | 中級編 | 4月-9月  | Un paso más                                       | 菊田和佳子（神奈川大学准教授）       | アルトゥーロ・バロン                                        | 2016年10月-2017年3月の再放送           |
| 2017年度 | 後半 | 月-水 | 入門編 | 10月-3月 | 人生は旅！ Vivir es viajar                        | 高垣敏博（東京外国語大学名誉教授）   | パコ・パルティーダ ソニア・デル・カンポ                     | 2016年4月-9月の再放送                  |
| 2017年度 | 後半 | 木-金 | 応用編 | 10月-3月 | スペイン文学を味わう                              | 大楠栄三（明治大学教授）             | ハビエル・カマチョ                                          | 新作                                   |
| 2018年度 | 前半 | 月-水 | 入門編 | 4月-9月  | “お・も・て・な・し”のスペイン語                  | 福嶌教隆（神戸市外国語大学名誉教授） | 長谷川ニナ                                                  | 新作                                   |
| 2018年度 | 前半 | 木-金 | 応用編 | 4月-9月  | スペイン文学を味わう                              | 大楠栄三（明治大学教授）             | ハビエル・カマチョ                                          | 2017年10月-2018年3月の再放送           |
| 2018年度 | 後半 | 月-水 | 入門編 | 10月-3月 | めざせ 活用マスター                               | 西村君代（上智大学教授）             | エデルミーラ・アマート                                      | 2017年4月-9月の再放送                  |
| 2018年度 | 後半 | 木-金 | 中級編 | 10月-3月 | ”もっとニッポン！” ¡Japón por dentro!             | 福嶌教隆（神戸市外国語大学名誉教授） | 長谷川ニナ                                                  | 新作                                   |
| 2019年度 | 前半 | 月-水 | 入門編 | 4月-9月  | スペイン語 音の風景 Paleta de sonidos             | 柿原武史                             |                                                             | 新作                                   |
| 2019年度 | 前半 | 木-金 | 応用編 | 4月-9月  | ステップアップ文法講座！ Un paso mas              | 菊田和佳子                           |                                                             | 2016年10月-2017年3月の再放送           |
| 2019年度 | 後半 | 月-水 | 入門編 | 10月-3月 | “お・も・て・な・し”のスペイン語                  | 福嶌教隆（神戸市外国語大学名誉教授） | 長谷川ニナ                                                  | 2018年4月-9月の再放送                  |
| 2019年度 | 後半 | 木-金 | 中級編 | 10月-3月 | すばらしきラテンアメリカ ¡Américas fantásticas!   | 柳沼孝一郎（神田外語大学名誉教授）   |                                                             | 新作                                   |
| 2021年度 | 前半 | 月-水 | 入門編 | 4月-9月  | マサトのマドリード日記 Diario de Masato en Madrid | 泉水浩隆（南山大学教授）             |                                                             | 新作                                   |
| 2021年度 | 前半 | 木-金 | 応用編 | 4月-9月  | すばらしきラテンアメリカ ¡Américas fantásticas!   | 柳沼孝一郎（神田外語大学名誉教授）   |                                                             | 2019年10月～2020年3月の再放送          |
| 2021年度 | 後半 | 月-水 | 入門編 | 10月-3月 | スペイン語 音の風景                               | 柿原武史                             |                                                             | 再放送                                 |
| 2021年度 | 後半 | 木-金 | 応用編 | 10月-3月 | “耳からウロコ“のスペイン語                        | 塚原信行（京都大学教授）             | リディア・サラ（ スペイン語講師）                           | 新作                                   |
| 2022年度 | 前半 | 月-水 | 入門編 | 4月-9月  | サトシとおしゃべり猫ソルバ                        | 土屋亮 (亜細亜大学准教授)            | マリア・ニエベス・ロドリゲス                                | 新作                                   |
| 2022年度 | 前半 | 木-金 | 中級編 | 4月-9月  | 昔話の世界へようこそ                              | 松下直弘 (拓殖大学教授)              | ヨランダ・フェルナンデス                                    | 2020年10月-2021年3月の再放送           |

### アンコールまいにちスペイン語
| 年度     | 時期 | 曜日                                                    | レベル                                                  | 月                                                      | 題                                                      | 講師                                                    | パートナー                                                  | 新作・再放送                                            |
| -------- | ---- | ------------------------------------------------------- | ------------------------------------------------------- | ------------------------------------------------------- | ------------------------------------------------------- | ------------------------------------------------------- | ----------------------------------------------------------- | ------------------------------------------------------- |
| 2010年度 | 前半 | 月-金                                                   | 入門編                                                  | 4月-9月                                                 | ぼくのブエノスアイレスをさがして                        | 大岩功（早稲田大学兼任講師）                            | ソサ・ビビアナ・マルビーナ                                  | 2008年10月〜2009年3月の「まいにちスペイン語」の再放送   |
| 2010年度 | 後半 | 2010年度 前半の「アンコールまいにちスペイン語」の再放送 | 2010年度 前半の「アンコールまいにちスペイン語」の再放送 | 2010年度 前半の「アンコールまいにちスペイン語」の再放送 | 2010年度 前半の「アンコールまいにちスペイン語」の再放送 | 2010年度 前半の「アンコールまいにちスペイン語」の再放送 | 2010年度 前半の「アンコールまいにちスペイン語」の再放送     | 2010年度 前半の「アンコールまいにちスペイン語」の再放送 |
| 2011年度 | 前半 | 月-金                                                   | 入門編                                                  | 4月-9月                                                 | エリのドキドキ☆スペイン留学                             | 下田幸男（立教大学兼任講師）                            | マルタ・マルティン・モリーナ                                | 2008年4月～9月の「まいにちスペイン語」の再放送          |
| 2011年度 | 後半 | 2011年度 前半の「アンコールまいにちスペイン語」の再放送 | 2011年度 前半の「アンコールまいにちスペイン語」の再放送 | 2011年度 前半の「アンコールまいにちスペイン語」の再放送 | 2011年度 前半の「アンコールまいにちスペイン語」の再放送 | 2011年度 前半の「アンコールまいにちスペイン語」の再放送 | 2011年度 前半の「アンコールまいにちスペイン語」の再放送     | 2011年度 前半の「アンコールまいにちスペイン語」の再放送 |
| 2012年度 | 前半 | 月-金                                                   | 入門編                                                  | 4月-9月                                                 | スタート随時！「生きた会話」塾                          | 福嶌教隆（神戸市外国語大学教授）                        | ベゴーニャ・ビジャマリン・フラガ アルベルト・フォンセカ酒井 | 2009年4月～9月の「まいにちスペイン語」の再放送          |
| 2012年度 | 後半 | 2012年度 前半の「アンコールまいにちスペイン語」の再放送 | 2012年度 前半の「アンコールまいにちスペイン語」の再放送 | 2012年度 前半の「アンコールまいにちスペイン語」の再放送 | 2012年度 前半の「アンコールまいにちスペイン語」の再放送 | 2012年度 前半の「アンコールまいにちスペイン語」の再放送 | 2012年度 前半の「アンコールまいにちスペイン語」の再放送     | 2012年度 前半の「アンコールまいにちスペイン語」の再放送 |
| 2013年度 | 前半 | 月-金                                                   | 入門編                                                  | 4月-9月                                                 | ウチのささいな大事件                                    | 廣康好美（上智大学講師）                                | フアン・カルロス・モジャーノ                                | 2010年4月-9月の「まいにちスペイン語」の再放送           |
| 2013年度 | 後半 | 2013年度 前半の「アンコールまいにちスペイン語」の再放送 | 2013年度 前半の「アンコールまいにちスペイン語」の再放送 | 2013年度 前半の「アンコールまいにちスペイン語」の再放送 | 2013年度 前半の「アンコールまいにちスペイン語」の再放送 | 2013年度 前半の「アンコールまいにちスペイン語」の再放送 | 2013年度 前半の「アンコールまいにちスペイン語」の再放送     | 2013年度 前半の「アンコールまいにちスペイン語」の再放送 |
| 2014年度 | 前半 | 月-金                                                   | 入門編                                                  | 10月-3月                                                | 奈美の¡Viva!スペイン生活                                | 小池和良（拓殖大学教授）                                | カルラ・トレド・ベラルデ                                    | 2011年4月-9月の「まいにちスペイン語」の再放送           |
| 2014年度 | 後半 | 2014年度 前半の「アンコールまいにちスペイン語」の再放送 | 2014年度 前半の「アンコールまいにちスペイン語」の再放送 | 2014年度 前半の「アンコールまいにちスペイン語」の再放送 | 2014年度 前半の「アンコールまいにちスペイン語」の再放送 | 2014年度 前半の「アンコールまいにちスペイン語」の再放送 | 2014年度 前半の「アンコールまいにちスペイン語」の再放送     | 2014年度 前半の「アンコールまいにちスペイン語」の再放送 |

## テーマ曲
- 2008年度
  - ラ・オレハ・デ・バン・ゴッホ「Puedes Contar Conmigo」